# Artur Ferreira de Abreu
Arthur Ferreira de Abreu (Paranaguá, 8 de julho de 1850 — Curitiba, 4 de dezembro de 1900) foi um político brasileiro.

## Biografia
Filho do Dr. José Mathias Ferreira de Abreu e d. Joaquina Guimarães, Arthur Ferreira realizou todos os seus estudos na cidade natal.
Alto comerciante, probo e justo, poderia ter atingido a opulência econômica, não fossem suas inúmeras contribuições para com instituições de caridade.
Com zelo e competência, Arthur de Abreu desempenhou vários cargos, entre eles: cônsul da Espanha, despachante de alfândega, vereador à Câmara Municipal de Paranaguá, tendo sido presidente dessa casa legislativa, juiz de paz, constituinte estadual em 1891, deputado estadual entre 1892 e 1894 e senador da república de 1895 a 1897.
Espírito de patriota que tanto amou a sua terra, tomou parte ativa na Revolução Federalista ao lado das forças legais. Recebeu como justo prêmio de sua destacada ação, a patente de coronel Honorário do Exército.
Em uma terça-feira, 4 de dezembro de 1900 morria, na capital paranaense, Arthur Ferreira de Abreu com apenas 50 anos e 04 meses.
Uma rua do bairro Capão da Imbuia, cidade de Curitiba, denominada de Cel. Arthur Ferreira de Abreu, homenageia este personagem da história paranaense.